# أرمالكوليت

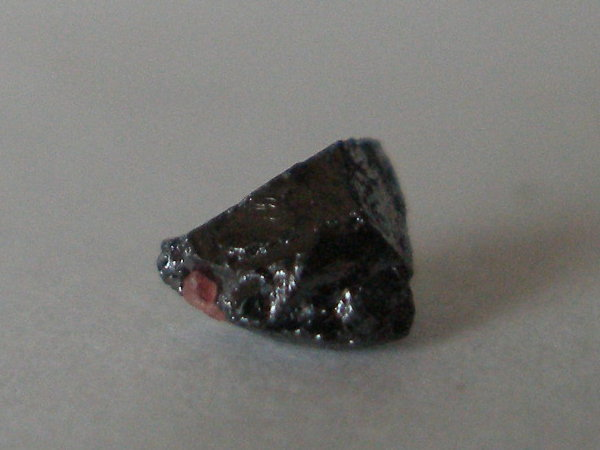
الأرمالكوليت.

الأرمالكوليت (بالإنجليزية: Armalcolite)‏ هو معدن أكسيدي. يتبلور طبقا للنظام نظام بلوري معيني قائم، وتركيبه الكيميائي: Mg,Fe2+,Al)(Ti2+,Fe3+)2O5 . يكوّن بلورات صغيرة فقط، لا تزيد في حجمها عن 300 ميكرومتر.
اكتشف معدن الارمالكوليت أثناء بعثة أبولو 11 في «قاعدة الهدوء» Tranquility Base على القمر وأحضره الثلاثة رواد فضاء معهم إلى الأرض عام 1969 وكان غريبا .وتعود تسميته إلى تشكيلة من الحروف الأولى من أسماء رواد الفضاء المعنيين : ارم (من ارمسترونج ) ، ال (من الدرين) و كول (من كولينز ) .

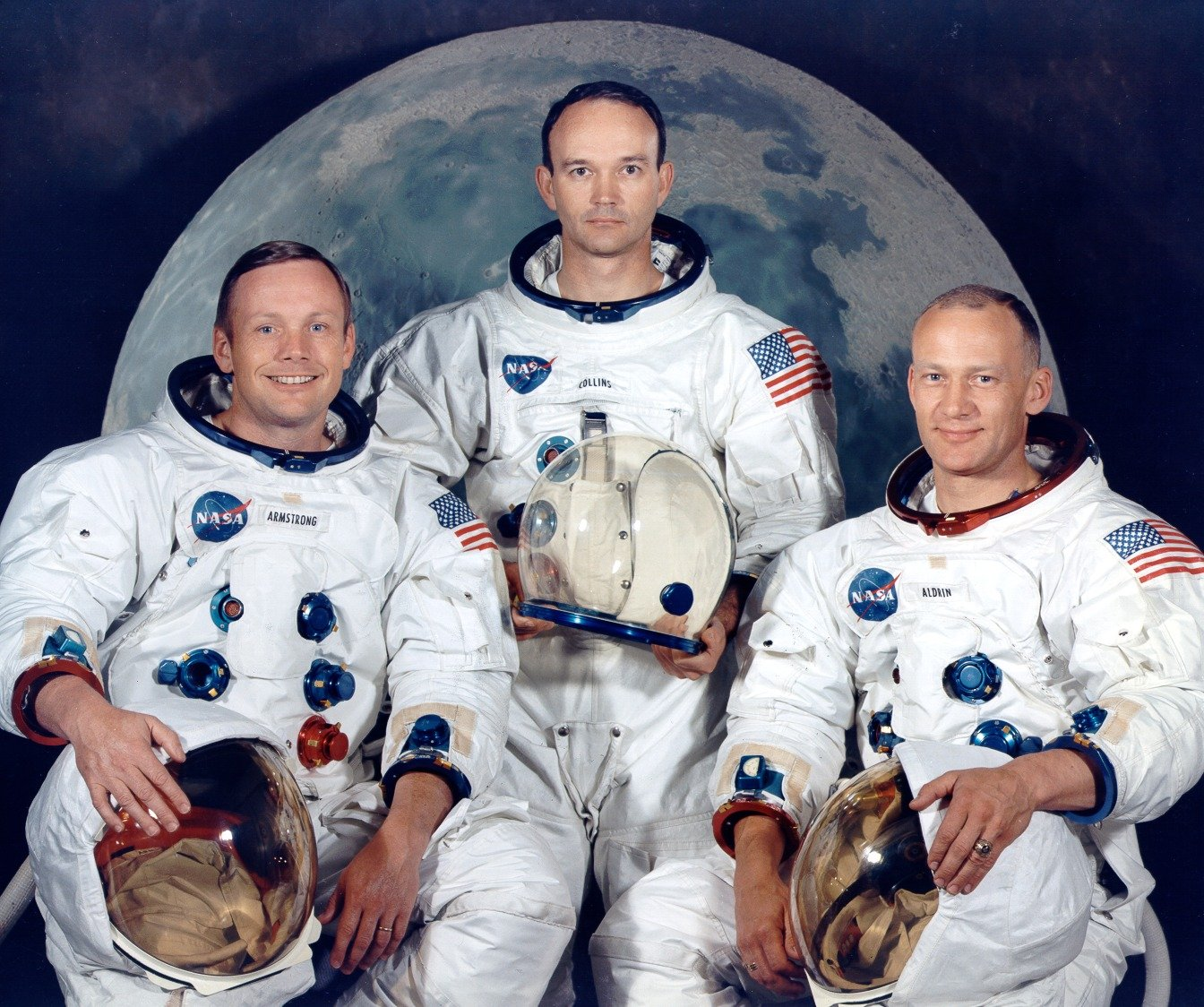
بعثة أبولو 11 من اليسار أرمسترونج ، وكولينز والدرين.

وقد اكتشفت منه عينات بعد ذلك في عدة مناطق على الأرض ، مثل في سموكي بوت مونتانا ب الولايات المتحدة الأمريكية وفي منجم حديد في جرينلاند وفي منطقة نهر بريبيات ب أوكرانيا وكذلك في جنوب أفريقيا.

## الخواص الطبيعية
يبلغ صلادة الحجر 6 ووزنه النوعي 4 ، ويتبلور في النظام المعيني القائم . ويعتبر الأرمالكوليت أحد أنواع البسويدوبروكيت pseudobrookite ذات التركيب الكيميائي : X2YO5.
حيث تعني X وY في العادة Fe+2 و3+Fe وMg وAl وTi. وينتهي كل تركيب إما بوحدة ارمالكوليت MgFe)Ti2O5 أو بسويدوبروكيت Fe2TiO5 أو فروبسويدوبروكيت FeTi2O5.

## التركيب البلوري
يتبلور الارمالكوليت طبقا للنظام البلوري المعيني القائم في المجموعة الفراغية Bbmm (انظر فهرس البلورات) بالإحدثيات :
Å ) a = 9,7762 انجستروم)
Å ) b = 10,0341&nbsp ;انجستروم)
Å ) c = 3,7504&nbsp ;انجستروم) .
 وتحتوي الخلية الأولية على 4 وحدات من تركيبه الكيميائي .